# Леджер, Джен
Дженнифер Кэрол Леджер (англ. Jennifer Carole Ledger; род. 8 декабря 1989) – британская барабанщица и бэк-вокалистка христианской хард-рок-группы Skillet. В возрасте 18 лет она стала их барабанщицей, после того, как их оставила предыдущая барабанщица, Лори Петерс.

## Ранняя жизнь
Джен родилась в Ковентри, в Англии. В возрасте 13 лет она начала играть на барабанах. Обучалась в Bluecoat school в родном Ковентри, где получила среднее образование. Играла на ударных в местной группе и была финалистом конкурса «Ударник года в Соединённом Королевстве» 2006 года.
В 16 лет Леджер получила стипендию на обучение в американской системе курсов духовной музыки Living Light School of Worship и прошла курс игры на ударных в городе Кеноше, штат Висконсин. Джен вошла в состав группы The Spark, но, поскольку место барабанщика было занято, она играла на бас-гитаре.

## Музыкальная карьера

### Skillet
Участники группы Skillet обнаружили Леджер, когда посещали церковь в городе, где она в то время жила. Они гастролировали в школе, где Джен обучалась, и попросили Леджер прослушаться на место барабанщика в группе. С 18 лет, начиная с «Comatose Tour», она является барабанщицей и бэк-вокалисткой Skillet, а иногда – вокалисткой.

### Ledger
Леджер заявила, что она и коллега по группе Кори Купер начали работать над материалом альбома своего собственного проекта примерно в 2012 году.
В марте 2018 года было объявлено, что её дебютный мини-альбом, Ledger планируется выпустить 13 апреля. Она заключила контракт с Atlantic Records и учреждённым супругами Джоном и Кори Купер, а также менеджером Закари Келмом лейблом Hear it Loud. Мини-альбом Ledger был спродюсирован Кори Купер вместе с соавтором песен и продюсером Сетом Моусли. Проект Ledger выступал на разогреве у Skillet во время Unleashed tour. 6 апреля Джен выпустила официальное аудио для песни «Not Dead Yet» на YouTube.
8 октября 2018 года было объявлено, что Ledger будет выступать на Winter Jam Tour Spectacular 2019 вместе с Newsboys , Дэнни Гоки , Мандисой и Rend Collective.
15 февраля 2019 года Леджер выпустила свой неальбомный сингл «Completely», за которым последовало музыкальное видео, опубликованное 27 марта.
14 февраля 2020 года Леджер выпустила свой второй неальбомный сингл «My Arms», который в тот же день сопровождался лирическим видео.

## Личная жизнь
1 апреля 2021 года Леджер стала гражданкой США.

## Дискография

### В составе Skillet
- Awake (2009)
- Rise (2013)
- Unleashed (2016)
- Victorious (2019)
- Dominion (2022)

### Сольный проект Ledger

#### Мини-альбом
| Название | Подробности                                                                             | Высшая позиция в чартах | Высшая позиция в чартах | Высшая позиция в чартах | Высшая позиция в чартах | Продажи      |
| Название | Подробности                                                                             | US                      | US Christ               | US Rock                 | US Alt.                 | Продажи      |
| -------- | --------------------------------------------------------------------------------------- | ----------------------- | ----------------------- | ----------------------- | ----------------------- | ------------ |
| Ledger   | - Выпущен: 13 апреля 2018 - Формат: Цифровая дистрибуция - Лейбл: Atlantic/Hear It Loud | 63                      | 2                       | 7                       | 3                       | - США: 8,000 |

#### Синглы
| Год  | Сингл                                | US Main. | Christ. Rock | US Christ. | Christ. Airplay | Альбом             |
| ---- | ------------------------------------ | -------- | ------------ | ---------- | --------------- | ------------------ |
| 2018 | «Not Dead Yet»                       | 31       | 1            | —          | —               | Ledger (EP)        |
| 2018 | «Bold»                               | —        | —            | —          | —               | Ledger (EP)        |
| 2018 | «Warrior» (при участии Джона Купера) | —        | 2            | —          | —               | Ledger (EP)        |
| 2019 | «Completely»                         | —        | —            | 29         | 28              | Неальбомные синглы |
| 2020 | «My Arms»                            | —        | —            | 32         | 32              | Неальбомные синглы |

#### При участии Ledger
- The Elements — «Neon Feather» remix — TobyMac[англ.] при участии Ledger

### Видеография
| Год  | Название       | Режиссёр        | Альбом |
| ---- | -------------- | --------------- | ------ |
| 2018 | «Not Dead Yet» | Роланд Бингаман | Ledger |
| 2019 | «Completely»   | N/A             |        |

## Награды
| Год  | Награда         | Категория              | Результат | Источник |
| ---- | --------------- | ---------------------- | --------- | -------- |
| 2012 | Drummies! Award | Восходящая звезда      | Победа    | [ 21 ]   |
| 2012 | Drummies! Award | Независимый барабанщик | Победа    |          |